# Tethyopsis radiata
Tethyopsis radiata är en svampdjursart som först beskrevs av Marshall 1884.  Tethyopsis radiata ingår i släktet Tethyopsis och familjen Ancorinidae. Inga underarter finns listade i Catalogue of Life.